# Complejo de inclusión

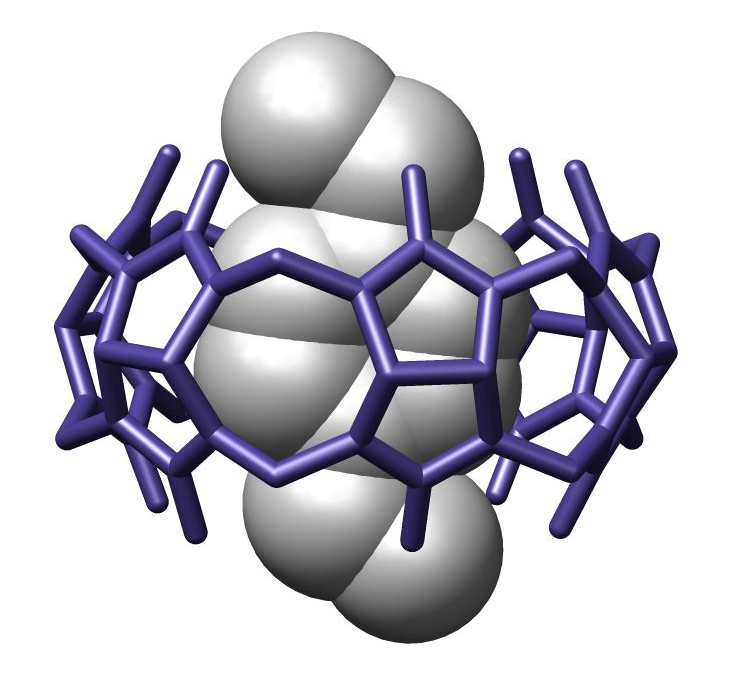
Ejemplo de un complejo de inclusión que consiste en una p-xililendiamina unida dentro de un Cucurbituril.

Un complejo de inclusión, también llamado compuesto de inclusión, es un complejo en el que un componente (el anfitrión) forma una cavidad o, en el caso de un cristal, una red cristalina que contiene espacios en forma de largos túneles o canales en los que se encuentran entidades moleculares de una segunda especie química (el huésped). 
No hay enlace covalente entre huésped y anfitrión, la atracción se debe generalmente a las Fuerzas de Van der Waals. Si los espacios de la celosía del anfitrión están cerrados por todos los lados de manera que la especie invitada quede «atrapada» como en una jaula, estos compuestos se conocen como clatratos o «compuestos de jaula».